# Resolutie 2275 Veiligheidsraad Verenigde Naties
Resolutie 2275 van de Veiligheidsraad van de Verenigde Naties werd unaniem door de VN-Veiligheidsraad aangenomen op 24 maart 2016, en verlengde de UNSOM-hulpmissie in Somalië met een jaar.

## Achtergrond
In 1960 werden de voormalige kolonies Brits-Somaliland en Italiaans-Somaliland onafhankelijk en samengevoegd tot Somalië. In 1969 greep het leger de macht en werd Somalië een socialistisch-islamitisch land. In de jaren 1980 leidde het verzet tegen het totalitair geworden regime tot een burgeroorlog en in 1991 viel het centrale regime. Sindsdien beheersten verschillende groeperingen elk een deel van het land en viel Somalië uit elkaar. Toen milities van de Unie van Islamitische Rechtbanken (UIR) de hoofdstad Mogadishu veroverden, greep buurland Ethiopië in en heroverde de stad. In 2007 stuurde de Afrikaanse Unie met toestemming van de Veiligheidsraad een vredesmacht naar Somalië. Die versloeg de UIR, waarna de groepering zich aansloot bij de overgangsregering. Het radicale Al-Shabaab splitste zich hierop af en zette de strijd voort. In september 2012 trad na verkiezingen een nieuwe president aan die met zijn regering de rol van de tijdelijke autoriteiten, die Somalië jarenlang hadden bestuurd, moest overnemen.

## Inhoud
Het Somalische leger vocht samen met de AMISOM-missie van de Afrikaanse Unie tegen terreurgroep Al-Shabaab. De landen die deelnamen aan AMISOM hadden in februari 2016 een top gehouden, en besloten de coördinatie van de operatie te verbeteren.
De Somalische regering en deelstaten hadden ook overeenstemming bereikt over de wijze waarop de verkiezingen, die in augustus 2016 moesten doorgaan, zouden worden gehouden. Omdat het houden van verkiezingen in heel het land onmogelijk was, zouden de nieuwe leiders worden verkozen door afgevaardigden. Het was de bedoeling om tegen 2020 wel verkiezingen met algemeen stemrecht te kunnen houden.
Het mandaat van de UNSOM-missie, die met de Somalische federale regering het vredesproces en het uitbouwen van de overheid en veiligheidsdiensten begeleidde, werd verlengd tot 31 maart 2017. De missie was ook vertegenwoordigd in de hoofdsteden van de "tijdelijke" regionale besturen om met hen te werken aan de federatie die Somalië volgens de tijdelijke grondwet van 2012 moest worden.

## Verwante resoluties
- Resolutie 2221 Veiligheidsraad Verenigde Naties (2015)
- Resolutie 2232 Veiligheidsraad Verenigde Naties (2015)

Lijst ·  2260 ·  2261 ·  2262 ·  2263 ·  2264 ·  2265 ·  2266 ·  2267 ·  2268 ·  2269 ·  2270 ·  2271 ·  2272 ·  2273 ·  2274 ·  2275 ·  2276 ·  2277 ·  2278 ·  2279 ·  2280 ·  2281 ·  2282 ·  2283 ·  2284 ·  2285 ·  2286 ·  2287 ·  2288 ·  2289 ·  2290 ·  2291 ·  2292 ·  2293 ·  2294 ·  2295 ·  2296 ·  2297 ·  2298 ·  2299 ·  2300 ·  2301 ·  2302 ·  2303 ·  2304 ·  2305 ·  2306 ·  2307 ·  2308 ·  2309 ·  2310 ·  2311 ·  2312 ·  2313 ·  2314 ·  2315 ·  2316 ·  2317 ·  2318 ·  2319 ·  2320 ·  2321 ·  2322 ·  2323 ·  2324 ·  2325 ·  2326 ·  2327 ·  2328 ·  2329 ·  2330 ·  2331 ·  2332 ·  2333 ·  2334 ·  2335 ·  2336